# Tomás Pelayo Ros
Tomás Pelayo Ros (Saragossa, 16 d'octubre de 1928 - Saragossa, 24 d'octubre de 2007) fou un advocat i polític aragonès.

## Biografia
Fill de l'advocat Tomás Pelayo Horé, es llicencià en dret per la Universitat de Saragossa el 1950 i fou alferes de les Milícies Universitàries. Després va fer oposicions al cos judicial i fou fiscal de l'Audiència Provincial de Tarragona el 1954. El 1955 es casà amb María Teresa Muñoz Galiá, originària d'Ulldecona, amb qui va tenir 6 fills.
El 1964 començà la seva carrera política com a Conseller Nacional del Movimiento Nacional i Procurador a Corts. Després fou governador civil de Zamora (1965), de Còrdova (juny de 1968 - 30 de novembre de 1969) i de Barcelona. En aquest darrer càrrec es destacà per preconitzar el primer transvàs de l'Ebre. Mentre era governador civil de Barcelona, va passar de ser Tinent Fiscal de l'audiència territorial de Tarragona a Advocat Fiscal de l'audiència de Saragossa en tots dos casos en excedència.
Després fou delegat del govern a la Companyia Telefònica, Delegat Nacional d'Esports i president del Comitè Olímpic Espanyol (1975-1976).
Formà part també de les últimes Corts franquistes vinculat a Fernando Herrero Tejedor, a qui l'unia una gran amistat. Durant la transició espanyola va formar part del partit Unión del Pueblo Español (UPE), amb el que es van integrar a Alianza Popular. Poc abans de la convocatòria de les eleccions generals espanyoles de 1977, però, decidí retirar-se de la política. Des de llavors treballà com a advocat fins a la seva jubilació.